# Strop

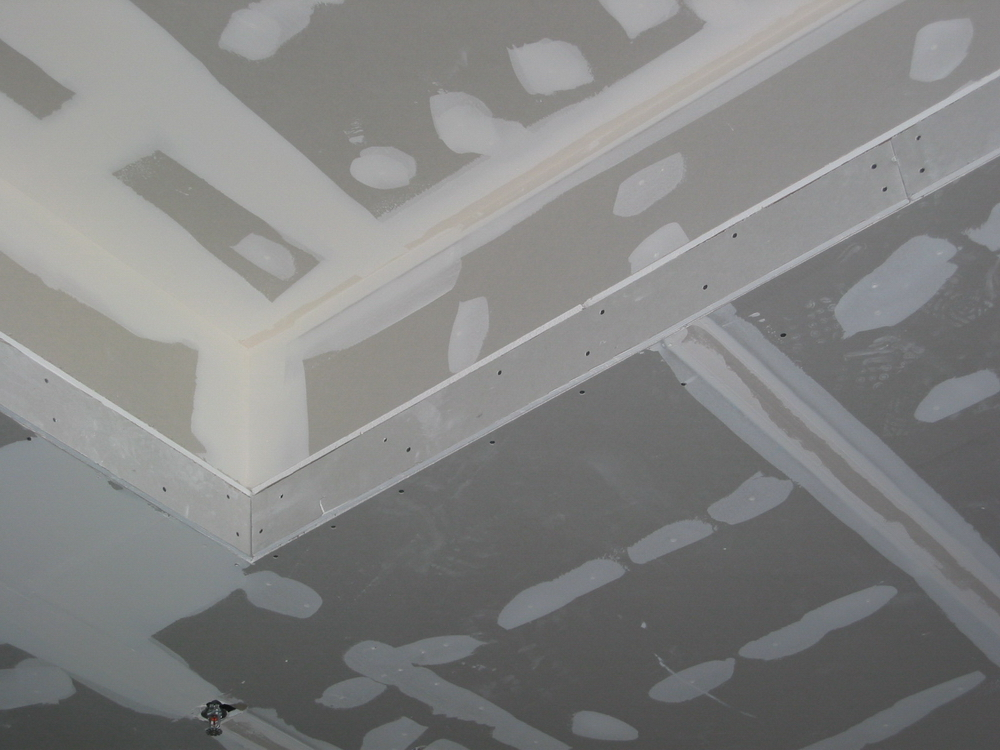
Strop obložený sádrokartonovými deskami

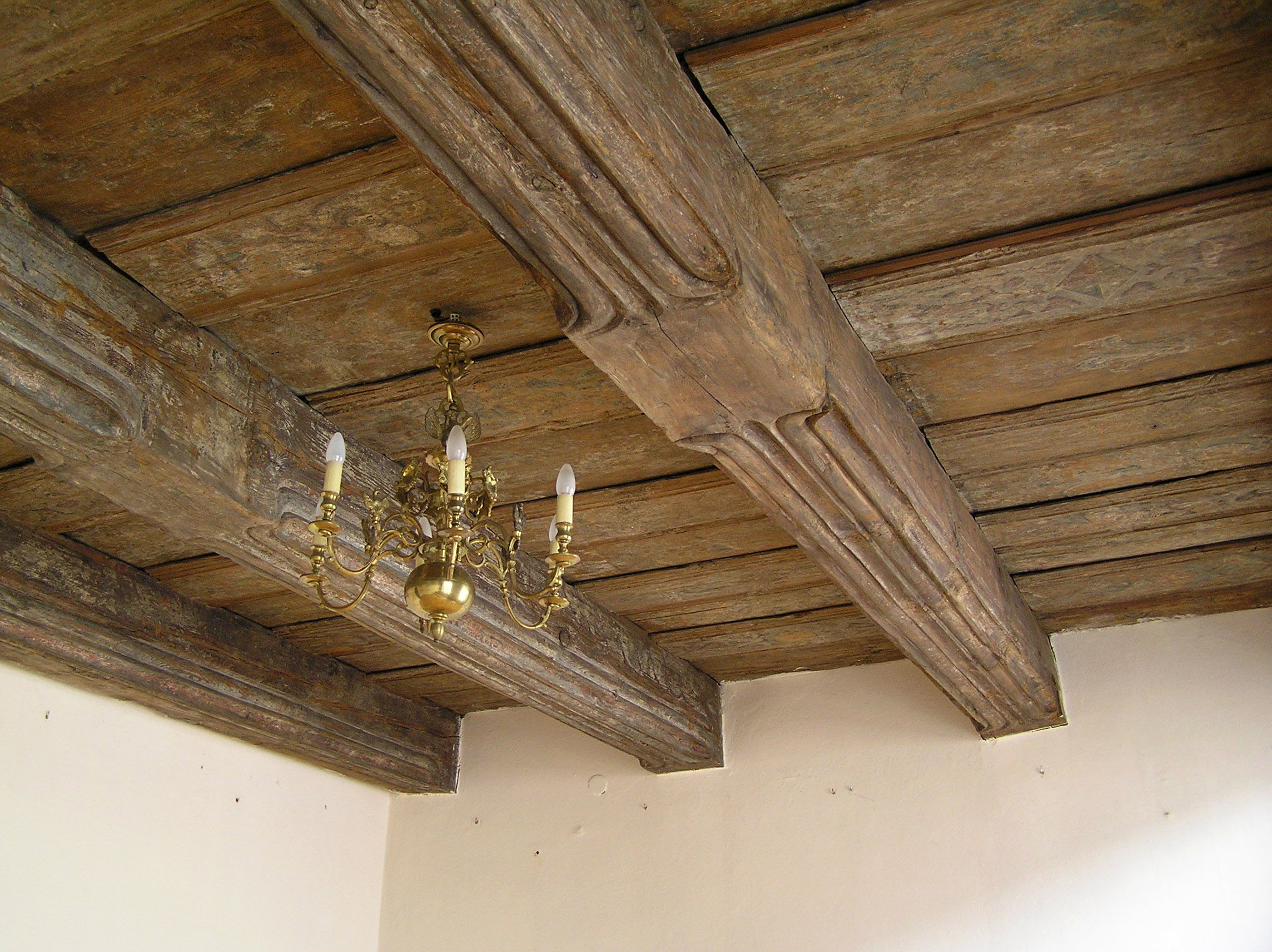
Příklad dřevěné konstrukce stropu

Strop (stropní konstrukce) je vodorovná konstrukce, která dělí po výšce objekt na jednotlivá podlaží. Tato konstrukce by měla zajišťovat funkci jak statickou, tak akustickou, protipožární a tepelnětechnickou. Strop se skládá z nosné konstrukce stropu, podlahové konstrukce a konstrukce podhledu. Jeho funkce je vytvářet únosnou konstrukci a zajišťovat přenos všech zatížení, které na něj působí do svislých nosných konstrukcí.

## Stropy v minulosti
Nejstarším materiálem stropů je dřevo, případně dřevo smíšené s hliněnou mazanicí. O něco mladším a nákladnějším způsobem je použití klenby. Její výhodou je nespalitelnost a větší nosnost.
V minulosti (gotika, renesance, baroko) byly často používané trámové záklopové stropy, často dokonce pestře dekorované malbou. Jiným, spíše užitkovým způsobem zastropení je povalový strop.
Od barokního období byly ploché, dřevěné stropy též omítány a zdobeny (podobně jako klenby) štukem či malbou.
V klasicismu byly velmi hojně používány zcela rovné, omítané stropy bez jakéhokoli ornamentu. Starší dřevěné stropy byly v této době zakrývány a omítány, často docházelo dokonce k celkovému snižování stropů, někdy formou vložených dřevěných a omítnutých podhledů.
V druhé polovině 19. století byly stropy často zdobeny bohatou malbou tvořenou pomocí papírových šablon. Od počátku 20. století je stále častěji užíván železobeton a tradiční materiály v podobě dřeva či kleneb téměř zcela mizí.

## Konstrukce
Historické
- dřevěné stropy – ploché, nosným prvkem jsou zpravidla trámy:
  - povalový strop – z povalů (kuláčů případně jen částečně hraněných), samonosný nebo nesený trámy
  - záklopový strop – trámy shora zaklopeny prkny, spáry kryty lištováním nebo prkna kladena ve dvou vrstvách; v renesanci a baroku často dekorativně malované
  - kazetový strop – ozdobný prvek, trámy tvoří síť s vpadlými výplněmi
  - omítaný strop – trámy jsou podbité prkny, na ně přichycena rákosová armatura, překryto omítkou – nejběžnější typ od 19. do poloviny 20. století
- klenby – zděné stropy, klenutí zajišťuje přenos svislého zatížení šikmo do stěn, vyžaduje výrobu dřevěného bednění; kvůli nákladnosti a náročnosti byly ve středověku používané kamenné klenby jen u kostelů a významných staveb, od renesance došlo k většímu rozšíření cihlových kleneb
  - valená klenba – tvaru půlválce
  - křížová klenba – tvar vzniklý zkřížením dvou valených kleneb, gotická křížová klenba zpravidla podepřená žebrem
  - kupole – klenba např. nad kruhovým půdorysem tvaru půlkoule nebo jiná klenba tvořená symetricky podle svislé středové osy

Moderní
- železobetonové stropy – nejpoužívanější způsob
- železobetonové vložkové stropy
- sklobetonové stropy
- ocelové stropy
- ocelobetonové stropy
- sádrokartonový podhled – nesený kovovou nosnou konstrukcí
- napínané stropy – fóliové podhledy